# Torvoneustes
Torvoneustes è un genere estinto di rettili marini, appartenente ai crocodilomorfi. Visse nel Giurassico superiore (Kimmeridgiano, circa 154 - 152 milioni di anni fa) e i suoi resti fossili sono stati ritrovati in Inghilterra.

## Descrizione
Le dimensioni di questo animale dovevano essere notevoli: il solo cranio superava il metro di lunghezza e l'animale intero doveva essere lungo quasi 5 metri. Rispetto ai suoi stretti parenti, come Dakosaurus e Geosaurus, Torvoneustes possedeva un cranio insolitamente allungato e sottile, con denti meno numerosi e poco compressi lateralmente. I denti possedevano un apice smussato, una corona dalla regione medio-bassa con numerose creste strettamente allineate apicobasalmente, e una regione apicale con un pattern anastomizzato di creste che interagiscono con le carene. All'interno dei Thalattosuchia queste caratteristiche dentali si trovano solo in Torvoneustes e il teleosauride Machimosaurus.
Come tutti gli animali simili (i metriorinchidi), anche Torvoneustes doveva possedere quattro arti corti trasformati in strutture simili a pagaie, e una coda terminante in una sorta di pinna lobata.

## Classificazione
Torvoneustes è un membro dei metriorinchidi, un gruppo di animali affini ai coccodrilli che nel corso del Giurassico si specializzarono notevolmente per la vita in mare aperto. Torvoneustes, in particolare, è considerato un rappresentante dei geosaurini, una sottofamiglia di metriorinchidi dotati di grossi crani e di denti adatti a predare grandi animali.
I primi resti di Torvoneustes, un cranio parziale e alcune parti di uno scheletro rinvenuti nella Kimmeridge Clay in Inghilterra, vennero inizialmente attribuiti alla specie Metriorhynchus superciliosus; quando vennero scoperti alcuni resti postcranici, fu chiaro che non poteva trattarsi di quella specie, e nel 2008 si istituì una nuova specie del genere Dakosaurus, D. carpenteri. Altri studi condussero a un'attribuzione al genere Geosaurus, e infine all'istituzione di un genere a sé stante, Torvoneustes (Andrade et al., 2010), con la specie Torvoneustes carpenteri. Un'altra specie, leggermente più antica ma proveniente sempre della Kimmeridge Clay, è stata descritta nel 2013: Torvoneustes coryphaeus era caratterizzata da un dermatocranio fortemente ornamentato e da un'incisura sopraorbitale che formava un angolo molto acuto (Young et al., 2013).
Con il suo muso allungato e i denti in minor numero, Torvoneustes è stato visto come una forma transizionale tra i metriorinchidi piscivori (dotati di muso allungato) e i geosaurini ipercarnivori, dal muso corto, come Geosaurus e Dakosaurus. Mentre questi ultimi due generi sono dotati di dentatura zifodonte (ovvero con denti aguzzi e compressi lateralmente), Torvoneustes non possedeva una vera dentatura zifodonte. L'antenato comune di Dakosaurus e Geosaurus potrebbe aver avuto anch'esso una dentatura zifodonte, e poiché Torvoneustes è considerato anch'esso un discendente di questo antenato comune, è possibile che la dentatura zifodonte sia stata perduta secondariamente. È tuttavia possibile che Geosaurus e Dakosaurus abbiano acquisito questo tipo di dentatura indipendentemente, e che Torvoneustes non sia derivato da un antenato zifodonte.

## Paleobiologia
Curiosamente, questo pattern di riduzione e perdita di ornamentazione del dermatocranio si osserva anche in Metriorhynchus, Dakosaurus, e nel clade Rhacheosaurini. È stato ipotizzato che il dermatocranio 'liscio' dei metriorinchidi del Giurassico si sia evoluto in modo indipendente in ogni ramo evolutivo (evoluzione parallela), e avrebbe ridotto la resistenza idrostatica, rendendo in tal modo la locomozione attraverso l'acqua più efficiente.